# Margrabczyzna
Margrabczyzna – przysiółek wsi Wólka Modrzejowa-Kolonia w Polsce, położony w  województwie mazowieckim, w powiecie lipskim, w gminie Rzeczniów.
W latach 1975–1998 przysiółek administracyjnie należał do województwa kieleckiego.
Wierni Kościoła rzymskokatolickiego należą do parafii św. Mikołaja w Grabowcu.